# Colleen Furgeson
Colleen Furgeson es una nadadora de las Islas Marshall que representó a su país en los 50 metros libres de los Juegos Olímpicos de Río de Janeiro 2016 y en los 100 metros libres de Tokio 2020, no logró alcanzar las semifinales en ninguna de las dos ediciones.

## Vida personal
Nació en Kwajalein en las Islas Marshall, siendo hija de Kelly y Cathy Furgeson. Recibió una beca de la desaparecida Fundación Australia/Oceanía, que le permitió viajar a los Estados Unidos a estudiar en el Lincoln College de Illinois de donde se graduó como magna cum laude en mayo de 2021 en la carrera de administración deportiva.
Furgeson continuará su carrera académica después de competir en Tokio 2020, pues recibió una beca completa de la Western Illinois University para obtener el grado de maestría.

## Carrera deportiva
Colleen Furgeson comenzó a nadar a los 7 años de edad en su natal Kwajelin, y debutó en una competencia oficial a los 14 años de edad en el Campeonato Mundial de Natación de 2013 celebrado en Barcelona, España, donde compitió en las pruebas de 50 metros estilo libre y estilo dorso, sin superar la ronda preliminar en ninguna de ellas.
Furgeson compitió de nuevo en el Campeonato Mundial de Natación de 2015 y gracias a su participación en ambos eventos, quedó colocada como la mejor nadadora de su país en el ranking de la FINA, con lo que obtuvo una plaza de universalidad para competir en sus primeros Juegos Olímpicos en Río de Janeiro 2016.
Furgeson terminó en la primera posición de su heat en los 50 metros estilo libre, pero el tiempo no le alcanzó para avanzar a las semifinales.
Al mudarse a Estados Unidos para estudiar su carrera en 2017, Furgeson ingresó al equipo de natación de la Universidad, donde fue entrenada por Johnathan Jordan, quien también había sido entrenador de Giordan Harris otro nadador olímpico de Islas Marshall. La nadadora obtuvo varios de los récords de natación en el Lincoln College y continuó representando a su país en las Copas Mundiales de Natación, así como en los Campeonatos de Natación de Oceanía. Entre 2016 y 2018 registró varias de sus marcas personales en diversas pruebas.
Furgeson se preparaba para clasificar a Tokio 2020 cuando la pandemia de Covid-19 provocó que se prohibiera el acceso a las albercas de Illinois como parte de las medidas sanitarias. En este contexto, fue retada por su entrenador para mantenerse en forma con entrenamientos en casa y ejercicios en gimnasios hasta que pudieran reingresar a las piscinas.
Las Islas Marshall tuvieron que cancelar el entrenamiento de muchos de sus atletas para los Juegos, pues el confinamiento evitó que participaran en los eventos necesarios para ser considerados, pero al vivir en Estados Unidos, Colleen Furgeson fue una excepción, y al poder cumplir con los requisitos competitivos y con las reglas de cuarentena para ingresar a Japón, fue seleccionada para representar a su nación ocupando de nueva cuenta una plaza de universalidad.
Tras graduarse, la nadadora se mudó a Fort Lauderdale en Florida para prepararse en el Centro de Entrenamiento FINA gracias a una beca recibida por parte de la Federación y se convirtió en la primera mujer de Oceanía en acudir a este centro, donde se preparó a lado de atletas latinoamericanos..
En los Juegos Olímpicos de Tokio 2020, Furgeson estableció su mejor marca personal en los 100 metros estilo libre. con un tiempo de 58.71, el resultado fue también el récord nacional para las Islas Marshall.